# Чипан (река)
Чипан — река в России, течёт по территории городского округа Ухта и Усть-Куломского района Республики Коми. Вытекает из болота Чипаннюр. Устье реки находится в 55 км по правому берегу реки Черь-Вычегодская. Длина реки составляет 25 км.

## Данные водного реестра
По данным государственного водного реестра России относится к Двинско-Печорскому бассейновому округу, водохозяйственный участок реки — Вычегда от истока до города Сыктывкар, речной подбассейн реки — Вычегда. Речной бассейн реки — Северная Двина.
Код объекта в государственном водном реестре — 03020200112103000013711.